# Fågelviksgymnasiet
Fågelviksgymnasiet var en gymnasieskola under åren 1980–2018, belägen i Tibro i Tibro kommun i Västra Götalands län. Den erbjöd åtta olika nationella program, såväl studie- som yrkesförberedande. Här fanns också Sveriges enda motocrossgymnasium. Denna utbildning var riksrekryterande med elever från hela landet.
På skolan gick det ca 420 elever.
Alla elever erbjöds en unik trafikkunskap med femton körlektioner. 
Gymnasieskolan hade även en gymnasiesärskola.

## Program (ej på gymnasiesärskolan)
- Barn- och fritidsprogrammet
- Bygg- och anläggningsprogrammet
- El- och energiprogrammet
- Ekonomiprogrammet
- Fordons- och transportprogrammet
- Introduktionsprogrammet
- Naturvetenskapsprogrammet
- Samhällsvetenskapsprogrammet
- Teknikprogrammet